# Belfast (film)
Belfast è un film del 2021 scritto e diretto da Kenneth Branagh.
La pellicola semi-autobiografica, in bianco e nero, narra l'infanzia del regista Branagh, interpretato da Jude Hill, nella città di Belfast con sottofondo il conflitto nordirlandese.
Ai premi Oscar 2022 il film ha vinto l'Oscar alla migliore sceneggiatura originale.

## Trama
Buddy, un bambino di 9 anni, vive in un quartiere popolare di Belfast, nell'Ulster; suo padre lavora come carpentiere in Inghilterra, mentre lui trascorre la sua infanzia in compagnia di sua madre, del fratello maggiore Will e dei nonni paterni. La sua serenità viene improvvisamente sconvolta nell'agosto del 1969, quando un gruppo di lealisti protestanti attacca le case e le proprietà dei cattolici che vivono nella sua stessa strada: ha inizio il conflitto nordirlandese.
Gli abitanti della strada allestiscono una barricata e organizzano delle ronde per prevenire ulteriori conflitti; il padre di Buddy inizia a tornare più spesso a casa per controllare la situazione della famiglia, che intanto si trova in forti difficoltà economiche a causa di alcuni debiti che l'uomo ha accumulato. A livello sociale si percepisce molto bene la diffidenza verso i cattolici: Buddy viene fortemente colpito dalle parole del pastore della sua chiesa, che pronuncia un duro sermone in cui compara la scelta tra le due religioni a una biforcazione tra bene e male; nel frattempo, però, il bambino si invaghisce di Catherine, una sua compagna di scuola cattolica, e tenta in ogni modo di conquistarla.
Col passare del tempo la tensione si fa sempre più alta: Billy Clanton, criminale locale e attivista settario, si avvicina al padre di Buddy chiedendo il suo coinvolgimento economico o materiale nella causa del lealismo dell'Ulster; al rifiuto dell'uomo, Clanton comincia a minacciare Buddy e Will; quest'ultimo arriva a fargli da corriere occulto pur di tenere al sicuro la famiglia. Per porre fine a questa tensione, il padre progetta di emigrare a Sydney o Vancouver, prospettiva male accolta da sua moglie, che desidera invece rimanere a Belfast. Man mano che le violenze aumentano, tuttavia, la donna inizierà a sua volta a meditare di lasciare la città, soprattutto quando al marito viene offerta una promozione e un alloggio in Inghilterra. A Natale i genitori tentano di discutere la questione con i ragazzi, ma Buddy scoppia in lacrime al solo pensiero di andarsene e abbandonare i nonni, ai quali è molto affezionato.
In seguito a un furtarello organizzato dall'amica Moira e scoperto dalla polizia, Buddy non rivela chi siano i suoi complici; la ragazza lo recluta allora nella sua banda locale, che in occasione di un nuovo scontro partecipa al saccheggio di un supermercato. Un riluttante Buddy è costretto a rubare una scatola di detersivo in polvere Omo; quando sua madre lo scopre si infuria e trascina Buddy e Moira al negozio per restituire gli oggetti rubati: lì però si rende conto che il saccheggio in corso è sfociato in vera e propria rivolta. Sopraggiunge l'esercito britannico: Billy Clanton prende allora in ostaggio la madre e i due ragazzini per assicurarsi la fuga. Il padre e Will riescono a disarmarlo: Billy viene quindi arrestato e giura vendetta.
Poco tempo dopo il nonno di Buddy, gravemente malato, muore. Rendendosi conto di non essere più al sicuro e di avere ormai pochi legami con Belfast, la famiglia decide di partire per l'Inghilterra; prima di andarsene, Buddy saluta Catherine e le promette di tornare a trovarla; in seguito si chiede se avrebbe potuto avere un futuro con lei nonostante la differenza di religioni: il padre risponde che non ci dovrebbe essere mai alcuna discriminazione di fronte all'amore. La famiglia sale su un autobus diretto all'aeroporto; la nonna, rimasta sola, osserva la partenza dei suoi cari, rassegnandosi all'idea che quella sia la scelta più giusta.

## Promozione
Il primo trailer del film è stato diffuso il 3 settembre 2021.

## Distribuzione
Il film è stato presentato al Telluride Film Festival il 2 settembre 2021 e al Toronto International Film Festival il 12 settembre dello stesso anno; viene poi distribuito nelle sale di tutto il mondo a partire dal 12 novembre 2021, mentre in Italia dal 24 febbraio 2022.

## Accoglienza

### Critica
Sull'aggregatore Rotten Tomatoes il film riceve l'86% delle recensioni professionali positive con un voto medio di 7,8 su 10 basato su 334 critiche, mentre su Metacritic ottiene un punteggio di 75 su 100 basato su 55 critiche.
Secondo il regista Paul Schrader, Belfast è il quinto miglior film del 2021.

## Riconoscimenti
- 2022 - Premio Oscar[11][2]
  - Migliore sceneggiatura originale a Kenneth Branagh
  - Candidatura per il miglior film
  - Candidatura per il miglior regista a Kenneth Branagh
  - Candidatura per il miglior attore non protagonista a Ciarán Hinds
  - Candidatura per la miglior attrice non protagonista a Judi Dench
  - Candidatura per il miglior sonoro a Denise Yarde, Simon Chase, James Mather e Niv Adiri
  - Candidatura per la migliore canzone a Van Morrison per Down To Joy
- 2022 - Golden Globe[12][13]
  - Migliore sceneggiatura a Kenneth Branagh
  - Candidatura per il miglior film drammatico
  - Candidatura per la migliore attrice non protagonista a Caitríona Balfe
  - Candidatura per il miglior attore non protagonista a Jamie Dornan
  - Candidatura per il miglior attore non protagonista a Ciarán Hinds
  - Candidatura per il miglior regista a Kenneth Branagh
  - Candidatura per la migliore canzone originale a Van Morrison per Down To Joy
- 2021 - American Film Institute[14]
  - AFI Special Award
- 2021 - Dallas-Fort Worth Film Critics Association[15]
  - Secondo miglior film dell'anno
  - Terzo miglior regista a Kenneth Branagh
  - Terzo miglior attore non protagonista a Ciarán Hinds
  - Quarta miglior attrice non protagonista a Caitríona Balfe
  - Seconda miglior sceneggiatura a Kenneth Branagh
- 2021 - Festa del Cinema di Roma[16]
  - Miglior regia Alice nella città a Kenneth Branagh
- 2021 - National Board of Review[17]
  - Migliori dieci film dell'anno
  - Miglior attore non protagonista a Ciarán Hinds
- 2021 - Toronto International Film Festival[18]
  - Premio del pubblico
- 2022 - ACE Eddie Awards[19]
  - Candidatura per il miglior montaggio in un film drammatico a Úna Ní Dhonghaíle
- 2022 - British Academy Film Awards[20][21][22]
  - Miglior film britannico
  - Candidatura per il miglior film
  - Candidatura per la migliore sceneggiatura originale a Kenneth Branagh
  - Candidatura per la migliore attrice non protagonista a Caitríona Balfe
  - Candidatura per il miglior attore non protagonista a Ciarán Hinds
  - Candidatura per il miglior montaggio a Úna Ní Dhonghaíle
- 2022 - Critics' Choice Awards[23][24]
  - Miglior sceneggiatura originale a Kenneth Branagh
  - Miglior giovane interprete a Jude Hill
  - Miglior cast
  - Candidatura per il miglior film
  - Candidatura per il miglior attore non protagonista a Jamie Dornan
  - Candidatura per il miglior attore non protagonista a Ciarán Hinds
  - Candidatura per la miglior attrice non protagonista a Caitríona Balfe
  - Candidatura per il miglior regista a Kenneth Branagh
  - Candidatura per la miglior fotografia a Haris Zambarloukos
  - Candidatura per il miglior montaggio a Úna Ní Dhonghaíle
  - Candidatura per la miglior scenografia
- 2022 - David di Donatello[25][26]
  - Miglior film straniero
- 2022 - Directors Guild of America Award[27]
  - Candidatura per il miglior regista a Kenneth Branagh
- 2022 - European Film Awards[28][29]
  - Miglior scenografia a Jim Clay
  - Candidatura per la miglior sceneggiatura a Kenneth Branagh
- 2022 - Golden Reel Awards[30]
  - Candidatura per il miglior montaggio sonoro in un film per gli effetti
- 2022 - London Critics Circle Film Awards[31]
  - Candidatura per il film dell'anno
  - Candidatura per il miglior film inglese/irlandese dell'anno
  - Candidatura per il miglior attore non protagonista a Ciarán Hinds
  - Candidatura per il miglior attore inglese/irlandese emergente a Jude Hill
- 2022 - Producers Guild of America Awards[32]
  - Candidatura al Darryl F. Zanuck Award per il miglior film
- 2022 - Satellite Award[33]
  - Candidatura per il miglior film drammatico
  - Candidatura per la migliore attrice non protagonista a Caitríona Balfe
  - Candidatura per la migliore attrice non protagonista a Judi Dench
  - Candidatura per il miglior attore non protagonista a Ciarán Hinds
  - Candidatura per il miglior attore non protagonista a Jamie Dornan
  - Candidatura per il miglior regista a Kenneth Branagh
  - Candidatura per la migliore sceneggiatura originale a Kenneth Branagh
  - Candidatura per la miglior canzone originale a Van Morrison per Down To Joy
  - Candidatura per la migliore fotografia a Haris Zambarloukos
  - Candidatura per il miglior montaggio a Úna Ní Dhonghaíle
  - Candidatura per il miglior sonoro a Simon Chase, James Mather, Denise Yarde & Niv Adiri
  - Candidatura per la migliore scenografia a Jim Clay e Claire Nia Richards
  - Candidatura per i migliori costumi a Charlotte Walter
- 2022 - Screen Actors Guild Award[34]
  - Candidatura per il miglior cast cinematografico
  - Candidatura per la migliore attrice non protagonista cinematografica a Caitríona Balfe